# جوزپه تورومینو
جوزپه تورومینو (انگلیسی: Giuseppe Torromino؛ زادهٔ ۲۱ ژوئن ۱۹۸۸) بازیکن فوتبال اهل ایتالیا است.
از باشگاه‌هایی که در آن بازی کرده‌است می‌توان به باشگاه فوتبال تورینو، باشگاه فوتبال لچه، باشگاه فوتبال ویرتوس انتلا، باشگاه فوتبال کروتونه، و باشگاه فوتبال یووه استابیا اشاره کرد.